# Imielin metróállomás
Az Imielin egy metróállomás Varsóban a varsói M1-es metró vonalán.

## Szomszédos állomások
A metróállomáshoz az alábbi állomások vannak a legközelebb:
- Stokłosy (Młociny, M1-es metróvonal)
- Natolin (Kabaty, M1-es metróvonal)

## Átszállási kapcsolatok
| M1 (Młociny ↔ Kabaty) |                              |                         |
| Állomás               | Átszállási kapcsolatok       | Fontosabb létesítmények |
| Imielin               | 136, 148, 179, 185, 192, 503 |                         |